# Ciprian Dianu
Ciprian Virgil Dianu (Resicabánya, 1977. január 13. –) román labdarúgó, edző.
Pályafutását a Gloria Bistrița csapatában kezdte, az élvonalban is itt mutatkozott be 1995 szeptember 16-án egy, az Oțelul Galați ellen 2-0-ra megnyert mérkőzésen. Az őszi idényben 5 meccsen 1 gólt lőtt. A téli szünetben a másodosztályú FC Bihor Oradea csapatához szerződött, amivel a 17. helyen zárt a másodosztályban. 1997–1998-ban vissza tudott szerződni az első osztályba az Universitatea Cluj csapatához, ahol 11 meccsen segítette csapatát a 13. hely elérésében.

1998–1999 és 2003 ősze közt szülővárosának a CSM Reșița csapatának tagja. Itt alapemberré tudott válni a két évet első, majd három évet második osztályban töltő csapatnál. 

2003 tavaszán váltott újra klubot, az FC Oradea gárdájához szerződött. Első itt töltött évében a csapat a 16. helyen zárt, így kiesett. A következő 2 idényben kétszer állt fel a csapat a másodosztály dobogójára, először 2. majd 3. helyen végzett. 

Ekkor figyeltek fel rá Diósgyőrben, 2005 tavaszán Miskolcra szerződött, ahol egy 9. és egy 8. helyre futotta a csapat erejéből.

Ezután visszakerült Romániába, két félidényt a Politehnica Iași csapatánál töltött. 

A ZTE csapatának balhátvéd poszton levő gondjai miatt visszahívták Magyarországra, a bajnokság harmadik helyén végző gárdában 4-szer kapott lehetőséget.

Az idényvégi nagy átalakítás következtében megváltak tőle, így újra Romániába a Dacia Mioveni csapatához került. 2008 tavaszi idényét már a másodosztályú Arieșul Turda együttesénél töltötte.Ezek után sok román csapatnál edzői pozícióba lépett (pl:Unirea Osorhei,Crisul Santandrei,Viitorul Pandurii). Tornatanárként is tevékenykedett az idők során.2022-2023-as idényben az CA Oradea sport egyesület vezető edzője lett,ahol a feljebb jutás az elsődleges célja a csapattal.

## Sikerei, díjai
- ZTE:
  - Magyar bajnoki bronzérmes: 2006